# Bình Dương, Gia Bình
Bình Dương là một xã thuộc huyện Gia Bình, tỉnh Bắc Ninh, Việt Nam.

## Địa lý - Hành chính
Xã Bình Dương có diện tích 6,9 km², dân số năm 1999 là 6.707 người, mật độ dân số đạt 972 người/km².
Xã bao gồm các thôn: 
1. Làng Bùng (Bùng Thượng, Bùng Hạ)
2. Làng Gia Phú
3. Làng Phương Độ
4. Làng Đìa

==Lị
ch sử==

## Di tích - Danh thắng
- Đền Côn Nương (thuộc thôn Bùng Xá), thờ nữ tướng Côn Nương có công đánh giặc giặc giữ nước ở thế kỷ thứ I sau Công nguyên.
- Chùa Khánh Linh (Khánh Linh Tự) thôn Đìa
- Đình làng Đìa
- Đình Đông (thôn Gia Phú), thờ đức thánh Ả Nương có công âm phù vua Lê Đại Hành đánh quân Tống.
- Đình Tây (thôn Gia Phú), thờ đức thánh Côn Lang có công dẹp giặc vào thời Hùng Duệ Vương.
- Đền Gia Phú (thôn Gia Phú)
- Chùa Gia Phú (Gia Linh tự)
- Đình Phương Độ, thờ thần Quý Minh hay Quý Minh đại vương và Đức thánh Linh Lang

## Danh nhân
- Trần Danh Tân (1708-?), Đệ tam giáp đồng tiến sĩ xuất thân khoa Bính Thìn niên hiệu Vĩnh Hựu 2 (1736) đời Lê ý Tông, làm quan đến chức Thừa chính sứ.